# Shinryaku! Ika Musume
Shinryaku! Ika Musume (侵略!イカ娘, littéralement « Invasion! La fille calamar »), est un manga de Masahiro Anbe. Il est prépublié entre juillet 2007 et février 2016 dans le magazine Weekly Shōnen Champion de l'éditeur Akita Shoten. Une série d'animation produite par le studio Diomedéa est diffusée sur TV Tokyo entre octobre et décembre 2010, et une seconde série intitulée Shinryaku!? Ika Musume est diffusée au Japon entre septembre et décembre 2011. Trois OVA sont également sortis entre 2012 et 2014.

## Synopsis
Ika Musume est une fille qui vient de l'océan et qui possède des tentacules de calamar en lieu et place de cheveux. Elle veut envahir l'humanité pour se venger de la pollution des océans. Sa première tâche consiste à faire du Umi no Ie Lemon (海の家 れもん), un restaurant de plage appartenant aux enfants Aizawa, sa base opérationnelle. Mais quand elle casse un mur en essayant de tuer un moustique, elle est forcée de travailler comme serveuse pour payer les dommages. C'est ainsi que Ika Musume commence sa vie à la surface, apprenant de nouvelles choses et rencontrant de nombreux visiteurs venus au restaurant de plage.

## Personnages

### Personnages principaux
Ika Musume (イカ娘, Ika Musume, litt. la fille calamar)
Voix japonaise : Hisako Kanemoto
C'est un calmar femelle qui a muté pour vivre sur terre et avoir une apparence humaine. Ika Musume dit incarner la vengeance de la mer contre les humains qui l'ont si longtemps pollués mais son ignorance, son égocentrisme et sa naïveté enfantine la rendent complètement inoffensive ; les deux seuls endroits qu'elle a « envahis » sont le Lemon où elle travaille et la maison des Aizawa qu'elle squatte. Elle a des tentacules bleus en guise de cheveux : ils sont très rapides, puissants et ont des usages multiples. Les autres capacités d'Ika Musume sont cracher de l'encre, respirer sous l'eau, faire briller son corps, frapper avec les ailerons de sa tête, et une grande intelligence pour l'apprentissage. Elle possède des bracelets lui permettant de passer  de 5mg à 2 tonnes ; elle s'alourdit pour porter des objets lourds et elle perd du poids pour voler. Ses phrases contiennent souvent des jeux de mots sur la mer et finissent chaque par « geso » ou « de-geso ». Elle adore les crevettes mais est effrayés par les orques et les requins, même en jouet. Dans certaines versions françaises, Ika Musume est appelée "Calmarine".
Eiko Aizawa (相沢 栄子, Aizawa Eiko)
Voix japonaise : Ayumi Fujimura
C'est une adolescente travaillant à la maison de plage Lemon. Elle est un garçon manqué avec de courts cheveux roux. Eiko sous-estime, exploite et martyrise souvent Ika Musume, elle engage d'ailleurs la fille calamar comme serveuse, mais l'apprécie dans le fond. C'est un peu elle qui maintient l'ordre dans le restaurant et qui rappelle Ika Musume à l'ordre. A la maison, elle partage sa chambre et joue aux jeux vidéo avec la fille calmar.
Chizuru Aizawa (相沢 千鶴, Aizawa Chizuru)
Voix japonaise : Rie Tanaka
C'est la cuisinière du Lemon et la grande sœur d'Eiko. Elle a de longs cheveux noirs, garde toujours les yeux fermés et sa personnalité est l'inverse de sa sœur. Malgré son air gentille et bienveillant, les colères de Chizuru sont effrayantes : elle trancher les tentacules d'Ika Musume et ses yeux s'ouvrent pour libérer une aura meurtrière. Elle demande souvent à Ika Musume de verser son encre sur des nouilles pour leur donner meilleur gout, laissant la fille calamar complètement vidée. Chizuru est complexée par son poids. Bien que Chizuru terrifie et plaisante aux dépens d'Ika Musume, elle essaye quand même d'avoir une relation plus proche avec elle.
Takeru Aizawa (相沢 たける, Aizawa Takeru)
Voix japonaise : Miki Ōtani
C'est le petit frère de Chizuru et Eiko. C'est un petit garçon aux cheveux noirs hérissés. Son comportement très enjoué et il adore joué avec Ika Musume, cette dernière le traitant d'abord comme son larbin, puis finit par le considérer comme un ami. Takeru a de nombreux amis qui adorent tous Ika Musume.

### Personnages secondaires
Sanae Nagatsuki (長月 早苗, Nagatsuki Sanae)
Voix japonaise : Kanae Itō
C'est l'ami d'Eiko et une adoratrice d’animaux en tous genre. Sanae est complètement folle/obsédée/amoureuse d'Ika Musume, elle la harcèle très souvent et se fait chaque fois repousser à coup de tentacule.
Gorō Arashiyama (嵐山 悟郎, Arashiyama Gorō)
Voix japonaise : Yūichi Nakamura
C'est un maître-nageur baraqué qui surveille la plage, il passe son temps au Lemon quand il ne travaille pas. Il est amoureux de Chizuru mais n'ose pas dire ses sentiments. Goro et Ika Musume se disputent souvent pour savoir qui protège le mieux la mer et la plage, mais il lui arrive de la recruter comme assistante. Sa mère est très accueillante et nourrie ses invités jusqu'au surpoids.
Nagisa Saitō (斉藤 渚, Saitō Nagisa)
Voix japonaise : Azusa Kataoka
C'est une jeune surfeuse qui travaille comme serveuse au Lemon Beach House. Nagisa est la seule personne à considérer Ika Musume comme une potentielle menace pour l'humanité, ce qui ne déplais pas à la fille calamar qui s'amuse à l'effrayer. Au bout d'un certain temps, Nagisa finit par s'habituer à Ika Musume et cette dernière cesse de la martyriser.
Cindy Campbell (シンディー・キャンベル, Shindī Kyanberu)
Voix japonaise : Hitomi Nabatame
C'est une touriste américaine ainsi qu'une scientifique à la recherche d'alien ; elle est d'ailleurs convaincue qu'Ika Musume en est un. Cindy est accompagné de trois autres scientifiques, surnommés les trois crétins, et peut être vue comme l'antagoniste principal car elle veut étudier par tous les moyens Ika Musume, même avec des inventions dangereuses. Elle se révèle être une excellente professeure d'anglais.
Harris (ハリス, Harisu),
Voix japonaise : Seiji Sasaki
C'est le plus grand des trois crétins ; il a à la peau noire. Les inventions d'Harris sont assez futuristes comme son bouclier d’énergie et sa combinaison d'invisibilité. Lui et ses collègues font preuve d'un optimisme frôlant la bêtise.
Clark (クラーク, Kurāku)
Voix japonaise : Anri Katsu
C'est le plus âgé des trois crétins ; il est maigre et a une mine sombre. La spécialité de Clark est de construire des pistolets à rayon qui ont chacun un effet différent. On le prend souvent pour un pervers.
Martin (マーティン, Mātin)
Voix japonaise : Tetsuo Gotō
C'est le plus gros des trois crétins ; il porte des lunettes. Les projets de Martin sont les inventifs et humoristiques, voir simplets. Il est très faible physiquement.
Kiyomi Sakura (紗倉 清美, Sakura Kiyomi)
Voix japonaise : Kokoro Kikuchi
La première véritable amie humaine d'Ika Musume, elle la rencontre par harsard, mais les deux filles deviennent vite très proches. Kiyomi est d'abord dans un club de Baseball, puis rejoint le club d'invasion d'Ika Musume ; un club qui visite différents endroits comme des restaurants ou de lieux de divertissement ; ils sont ensuite déclarés "envahis".
Le propriétaire du Vent Du Sud (南風の店長, Minamikaze no Tenchō)
Voix japonaise : Rikiya Koyama
C'est un homme d'age mur, dont le nom est inconnu, qui dirige le Vent Du Sud, l'établissement rival du Lemon. Il invente sans cesse des masques robotisés à effigie d'Ika Musume pour attirer des clients. C'est un homme fort, determiné et strict mais il a un bon fond. Il travaille avec sa fille Ayumi. Il a la phobie des chiens. Avec l'aide des trois crétins, il parvint à créer le robot Ika Musume parfait, mais extrêmement laid.
Ayumi Tokita (常田 鮎美, Tokita Ayumi)
Voix japonaise : Ayako Kawasumi
C'est la fille du propriétaire du Vent du Sud, elle est aussi belle que timide. Elle aide son père au restaurant et se déguise en Ika Musume avec ses masques robotisés ; se déguiser lui permet de ne plus être timide. Ayumi travaille parfois au Lemon. Dans le manga, elle adopte un chien, au grand dam de son père.
Tatsuo Isozaki (磯崎 辰雄, Isozaki Tatsuo)
Voix japonaise : Shunzō Miyasaka
C'est le meilleur ami de Goro et également un maître-nageur. Tatsuo passe le plus claire de son temps à draguer les filles sur la plage ou au Lemon.
Kozue Tanabe (田辺 梢, Tanabe Kozue)
Voix japonaise : Akemi Kanda
C'est une fille vêtue d'une robe et d'un bonnet rouges. On ne sait pas grand chose de Kozue car elle n’apparaît que rarement, mais il est suggéré qu'elle est une fille pieuvre, à l'instar d'Ika Musume qui est une fille calmar ;  les deux seraient d'ailleurs liées d'une manière ou d'une autre.
Aiko Saitō (斉藤 愛子, Saitō Aiko)
Voix japonaise : Hiroko Ushida
C'est la professeure aimante de Takeru et la grande sœur de Nagisa. Contrairement à sa petite sœur, Aiko n'a pas peur d'Ika Musume mais ressent de la jalousie quand cette dernière lui vole l'affection de ses élèves.
Yuka Nishimura (西村 由佳, Nishimura Yuka)
Voix japonaise : Naoko Sugiura
C'est l'une des camardes de classe de Kiyomi. Tout comme elle, Yuka devient amie avec Ika Musume et rejoint le club d'invasion.
Tomomi Mochizuki (望月 知美, Mochizuki Tomomi)
Voix japonaise : Yumi Uchiyama
C'est l'une des camardes de classe de Kiyomi. Tout comme elle, Tomomi devient amie avec Ika Musume et rejoint le club d'invasion.
Ayano Watanabe (渡辺 綾乃, Watanabe Ayano)
Voix japonaise : Yukari Oribe
C'est l'une des camardes de classe de Kiyomi. Tout comme elle, Ayano devient amie avec Ika Musume et rejoint le club d'invasion.
Keiko Furukawa (古川 蛍子, Furukawa Keiko)
Voix japonaise : Misato Fukuen
C'est une policière maladroite qui n’apparaît que dans le manga. Bien que sa présence fut d'abord stressante pour Eiko et Ika Musume, la fille calmard finit par gagner sa confiance et lui sauve la vie. Les autres personnages font appel à Keiko pour se protéger des agresseurs, surtout Ika Musume contre Sanae.
Mini Squid Girl (ミニイカ娘, Mini Ika Musume)
Voix japonaise : Hisako Kanemoto
C'est une version miniature d'Ika Musume et n'apparaît que dans les rêves de Sanea. Elle grande comme un pousse, ne sait pas parler, et est beaucoup plus gentille et craintif que la version originale. Il s'agit là d'une espèce à part entière pouvant être sauvage ou domestiquée et capable de vivre 200 ans.

## Media

### Manga
Le manga de Masahiro Anbe a commencé à paraître dans les colonnes de Weekly Shōnen Champion en juillet 2007 et est toujours en cours. Akita Shoten a publié 19 volumes tankōbon entre le 7 mars 2008 et le 6 mars 2015. Il est édité à Taïwan par Chingwin Publishing Group.

### Anime
Une série d'animation en 12 épisodes a été diffusée sur TV Tokyo du 4 octobre au 20 décembre 2010. 

### Divers
Une collaboration a été annoncée avec Nintendo pour le jeu vidéo Splatoon sur Wii U. Dans le cadre de la diffusion d'artworks où l'on retrouve les deux univers réunis, Nintendo a annoncé la sortie d'un costume Squid Girl pour Splatoon, à paraître en août 2015.